# 奧赫森山 (基茨比爾阿爾卑斯山脈)
47°16′30″N 12°4′42″E / 47.27500°N 12.07833°E

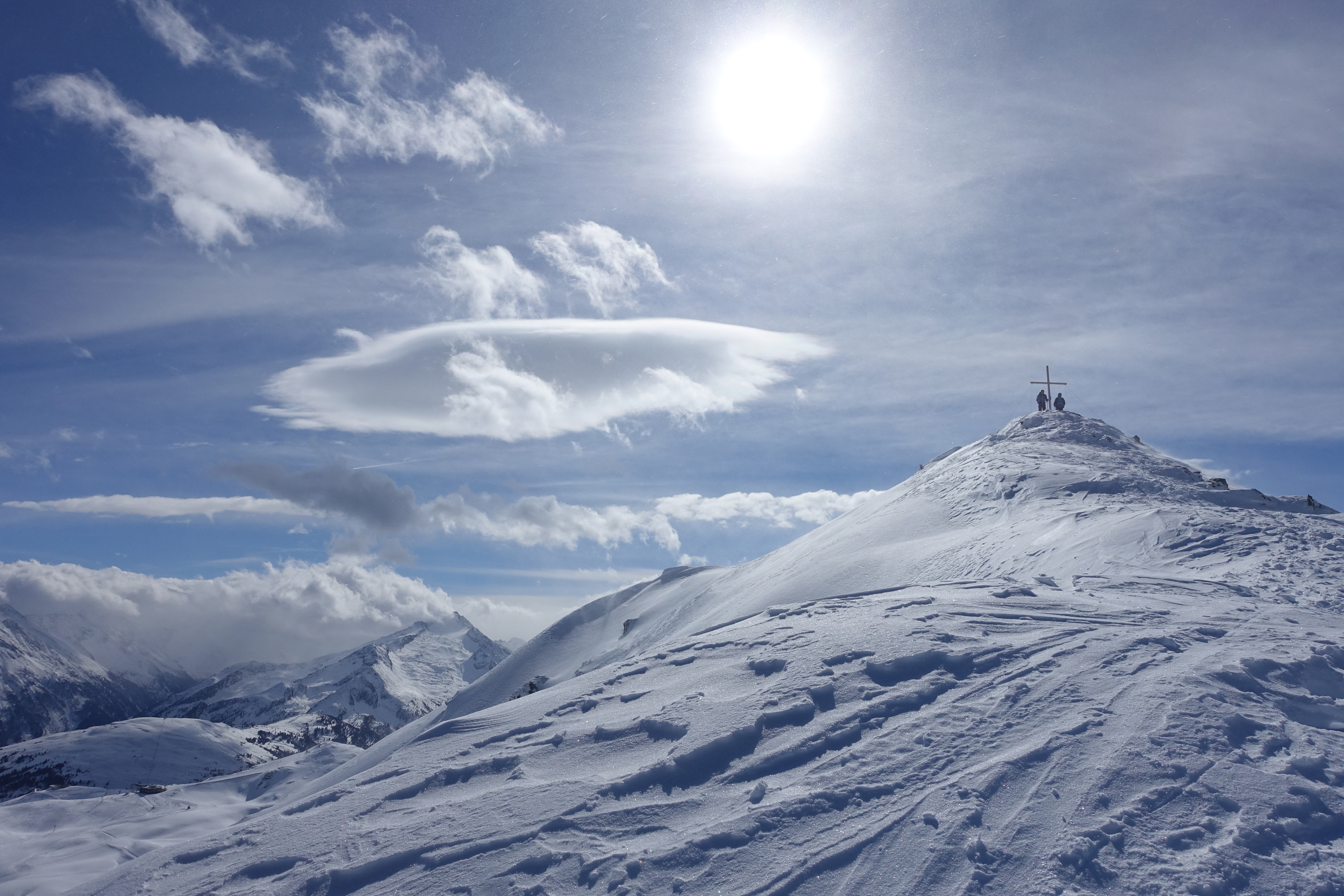

奧赫森山（德語：Ochsenkopf），是奧地利的山峰，位於該國中部，處於薩爾茨堡州和蒂羅爾州接壤的邊界，屬於基茨比爾阿爾卑斯山脈的一部分，距離托黑爾姆山5.6公里，海拔高度2,469米。